# Naulobate
Naulobate (Latin Naulobatus ; né en Ukraine avant 240 – mort après 268) était le nom - ou le titre - d'un chef de guerre germanique du IIIe siècle ap. J.-C., prince et chef de file de la population des Hérules, vivant sur les bords septentrionaux de la mer Noire. Il fut leur meneur au cours du règne de l'empereur romain Gallien, dans le cadre de la suite de raids et d'invasions qui touchèrent durement les provinces égéennes de l'Empire. Naulobate est le seul leader hérule identifié dont le nom ait été conservé par les sources antiques, plusieurs siècles après les événements, probablement du fait de l'impact terrible qu'eurent ces raids sur les populations locales. Les Hérules sont un groupe germanique notamment opposés aux Sarmates et aux Alains. Il s'associèrent, au cours de ces raids, à leurs voisins Goths du bord de la mer Noire.

## Contexte

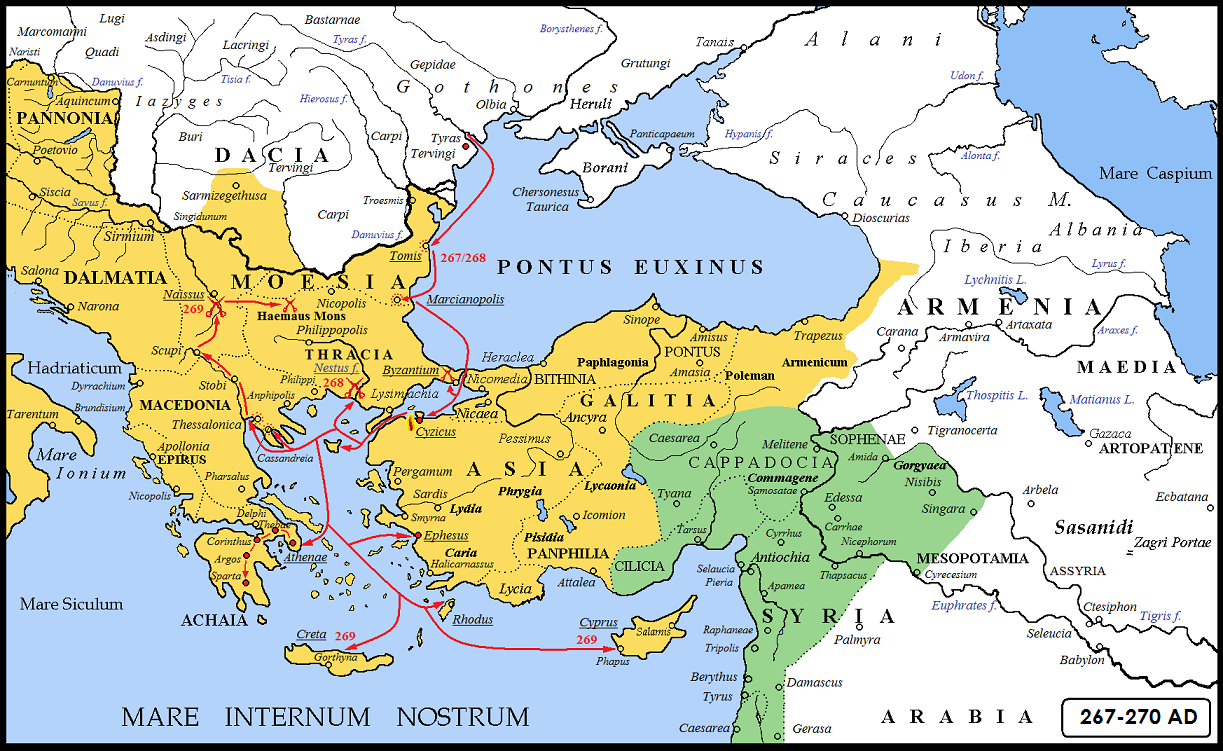
Carte des trajets des invasions gothiques de 267/268-270 durant le règne de Gallien et de Claude le Gothique. En vert, le royaume de Palmyre de la reine Zénobie et de Vaballat.

À la fin de 267 ou au début de 268 ap. J.-C., les Goths, ainsi que les Bastarnes, peuplant les pourtours de la mer Noire et la mer d'Azov, et les Hérules initient une vaste campagne de raids et d'invasions, d'une ampleur inédite jusque lors, vers la mer Egée et ses terres adjacentes. Ces groupes s'élancent notamment depuis l'embouchure du fleuve Tyras. Cette invasion est notamment décrite par l'Histoire Auguste, faisant d'elle une des plus dévastatrices du IIIe siècle. Toutes les côtes égéennes et parfois l'intérieur des terres furent soumis à une intense politique de raids et de pillages. Les provinces les plus touchées furent l'Asie Mineure, la Thrace, et l'Achaïe.
Après avoir embarqué depuis la mer Noire, les Hérules et les Goths font rapidement route vers Cyzique, qu'ils s'assiègent sans succès du fait de leur manque d'équipement poliorcétique. Ils subissent alors une défaite contre l'armée romaine à Byzance, avant de franchir le détroit du Bosphore et de mettre le cap vers la péninsule du Mont Athos en Chalcidique. Du fait d'intempéries en mer, leur flotte se sépare alors en trois colonnes distinctes,
Une de ces flottilles aurait débarqué avec ses troupes à l'embouchure de la Mesta, appelée à l'époque Nessos ou Nestus, d'où ils tentèrent de pénétrer dans les terres avant d'être arrêtés par l'armée romaine menée par Gallien en personne, qui leur inflige une lourde défaite à la bataille de Naissus, au printemps 268. C'est à la suite de cet événement que le nom de Naulobate est mentionné explicitement, désignant le chef des Hérules, à qui Gallien aurait offert les ornements consulaires.
La renommée particulière de Naulobate provient de fait principalement de son insuccès lors de cette vaste expédition de piraterie. La cuisante défaite que ses forces subissent sous son commandement fut par ailleurs le premier grand succès romain dans leurs efforts pour contenir les assauts des divers peuples scythiques ou germaniques qui perçaient en Egée depuis le nord de la mer Noire. Cette victoire romaine, permise par une nouvelle stratégie de défense active du territoire permit à Gallien, puis à Claude II le Gothique, de reprendre l'initiative sur le terrain contre les incursions septentrionales, permettant d'ailleurs de sécuriser assez largement cet axe de pénétration pour près d'un siècle.
Le traitement de faveur accordé à Naulobate, à savoir les ornements consulaires, donc le rang d'un ex-consul dans la société romaine, le droit de porter des insignes sénatoriaux, les honneurs réservés aux rois alliés, est particulièrement significatif de l'importance de cette victoire. Selon certains historiens, Naulobate aurait par ailleurs offert à Gallien une partie de ses troupes en guise d'auxiliaires légers.
Cet échange de bons procédés semblerait d'ailleurs témoigner d'une forme de capacité du pouvoir impérial à adjoindre de plus en plus régulièrement aux armes la diplomatie pour résoudre plus rapidement les conflits soulevés par des incursions de bandes armées plus ou moins importantes dans les frontières de l'Empire. Cependant, l'accord passé entre Naulobate et Gallien ne survit pas à l'assassinat de ce dernier par ses officiers, et les assauts reprirent assez rapidement, dans les Balkans et en Asie Mineure notamment.
La principale source littéraire sur Naulobate est la Chronographie de Georges le Syncelle, œuvre du IXe siècle de notre ère, vraisemblablement basée sur un corpus de sources antérieures identifiables telles que Dexippe ; le Continuateur Anonyme de Dionis mentionne lui un Andonnoballus, chef et réfugié Hérule présent dans le camp de Claude II le Gothique, qui était alors un des généraux de Gallien avant de conspirer contre lui pour le faire assassiner. Selon certains historiens, notamment Bray, Andonnoballus serait en réalité une version déformée de Naulobatus, considérant qu'il serait improbable qu'il existe de manière contemporaine deux chefs importants chez les Hérules en 268.